# Trifenylmethylový radikál
Trifenylmethylový (zkráceně tritylový) radikál je stabilní radikál a vůbec první radikál, který byl prozkoumán.

## Příprava a vlastnosti
Tritylový radikál lze vytvořit homolýzou trifenylmethylchloridu 1 kovem, například stříbrem nebo zinkem, v benzenu nebo diethyletheru. Radikál 2 vytváří rovnováhu s chinoidovým dimerem 3 (Gombergovým dimerem). V benzenu činí koncentrace radikálu 2 %.
Roztoky obsahující tento radikál bývají žluté; zahřátí způsobí zvýraznění tohoto zbarvení, protože se rovnováha podle Le Chatelierova principu posune ve prospěch radikálu.
Na vzduchu se trifenylmethylový radikál rychle oxiduje na peroxid a roztok se stává bezbarvým.
Reakcí tohoto radikálu s jodem vzniká trifenylmethyljodid.
Zatímco tritylový radikál vytváří chinoidový dimer, tak jeho deriváty tvoří dimery se strukturami podobnými hexafenylethanu. Délka vazby u hexakis(3,5-di-t-butylfenyl)ethanu je 167 pm. Teoretické výpočty ukázaly na silné van der Waalsovo přitahování mezi terc-butylovými skupinami, které vytváří potenciálové minimum nepřítomné u nesubstituované molekuly.
Bylo také popsáno několik derivátů vytvářejících chinoidové dimery.

## Historie
Tritylový radikál objevil Moses Gomberg v roce 1900 při pokusu o přípravu hexafenylethanu z trifenylmethylchloridu a zinku v benzenu Wurtzovou reakcí, kdy zjistil, že produkt je vůči jodu a kyslíku mnohem reaktivnější než očekával. Zjištěná struktura posloužila k rozvoji spektroskopie elektronové paramagnetické rezonance (ESR).
Správná chinoidová struktura dimeru byla navržena již roku 1904, ovšem brzy byla za pravděpodobnou považována struktura odpovídající hexafenylethanu (4). Až v roce 1968 byla vydána data z protonové nukleární magnetické rezonance potvrzující dimer.